# أحمد الثاني

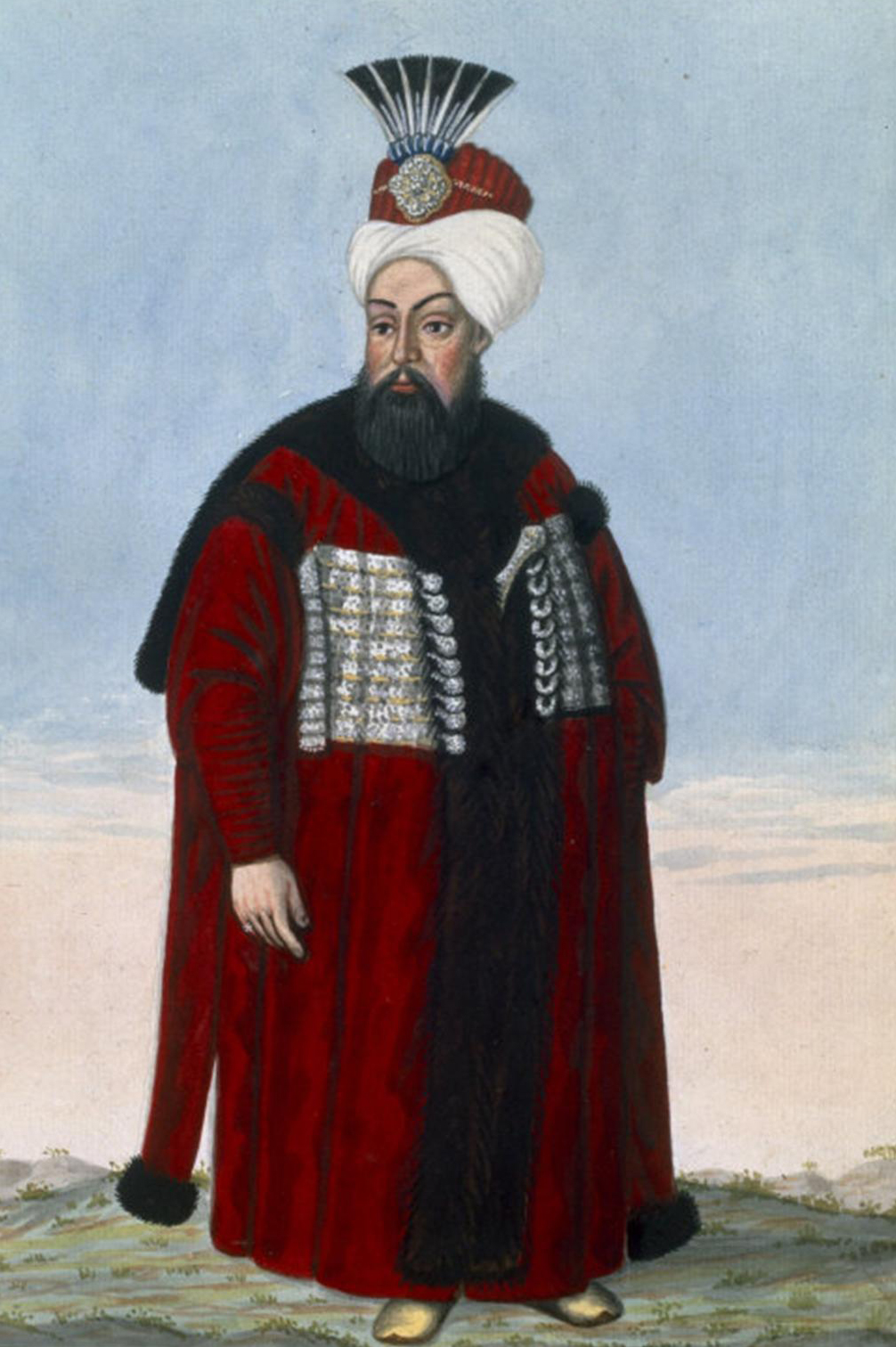
أحمد الثاني

السلطان أحمد الثاني بن إبراهيم الأول (1052- 1106 هـ/ 1643- 1695 م) الخليفة العثماني الحادي والعشرون. تولى الحكم عام 1106 هـ مدة 4 أعوام حتى وفاته. كان خطاطًا محترفًا، فكان يكتب المصاحف بخطِّه. تولى الحكم بعد أخيه سليمان الثاني الذي يصغره بشهرين عام 1102 هـ. في أيامه توفي الصدر الأعظم كوبرلو مصطفى باشا وهو يجاهد ضد النمسا وهزم الجيش في معركة سلنكمان بعد استشهاده، وتولى بعده عربجى باشا وكان ضعيفًا وتوالت الهزائم على الدولة.

## نسبه وأسرته
أحمد الثاني بن إبراهيم الأول بن أحمد الأول بن محمد الثالث بن مراد الثالث بن سليم الثاني بن سليمان القانوني بن سليم الأول بن بايزيد الثاني بن محمد الفاتح بن مراد الثاني بن محمد الأول جلبي بن بايزيد الأول بن مراد الأول بن أورخان غازي بن عثمان بن أرطغل.

### زوجاته
- رابعة خاصكي سلطان

### أبناؤه
- الأمير إبراهيم (شاهزاده إبراهيم) - (من مواليد إدرنة في 6 أكتوبر 1692 - توفي في إسطنبول في 4 مايو 1714 ودفن بآيا صوفيا) - توأم الأمير سليم (شاهزاده سليم)
- الأمير سليم (شاهزاده سليم) - (من مواليد إدرنة في 6 أكتوبر 1692 - توفي في إسطنبول في 15 مايو 1693 ودفن بآيا صوفيا) - توأم الأمير إبراهيم (شاهزاده إبراهيم)

### بناته
- آسية سلطان - Asiye Sultan (من مواليد إدرنة في 23 أكتوبر 1694 - توفيت في إسطنبول في 9 ديسمبر 1695 ودفنت بالسليمانية)

## ولايته
هاجمت في أيامه البندقية بعض جزر بحر إيجة. تولى الحكم بعده ابن أخيه مصطفى الثاني بن محمد الرابع.

## وفاته
عند وفاته لم يكن حياً من أولاده سوى الأمير إبراهيم، وهو من كان ولياً للعهد للسلطان أحمد الثالث حتى وفاته 1714م.